# Chlewiska (osada leśna w województwie wielkopolskim)
Chlewiska – osada leśna w Polsce, położona w województwie wielkopolskim, w powiecie szamotulskim, w gminie Kaźmierz.
Pod koniec XIX osada miała status kolonii i liczyła 2 domostwa z 18 mieszkańcami (15 katolików i 3 wyznania ewangelickiego). W latach 1975–1998 miejscowość administracyjnie należała do województwa poznańskiego.